# Kanton Saint-Germain-Lembron
Der Kanton Saint-Germain-Lembron war bis 2015 ein französischer Kanton im Arrondissement Issoire im Département Puy-de-Dôme und in der Region Auvergne-Rhône-Alpes; sein Hauptort war Saint-Germain-Lembron. Vertreter im Generalrat des Départements war zuletzt von 1994 bis 2015, zuletzt wiedergewählt 2008, Maurice Mestre. 
Der Kanton war 117,09 km² groß und hatte (1999) 6.435 Einwohner, was einer Bevölkerungsdichte von 55 Einwohnern pro km² entsprach. Er lag im Mittel auf 454 Meter über dem Meeresspiegel, zwischen 379 m in Nonette und 790 m in Saint-Gervazy. 

## Gemeinden
| Gemeinde              | Einwohner Jahr | Fläche km² | Bevölkerungsdichte | Postleitzahl | Code INSEE |
| --------------------- | -------------- | ---------- | ------------------ | ------------ | ---------- |
| Antoingt              | 385 (2013)     | –          | – Einw./km²        | 63340        | 63005      |
| Beaulieu              | 409 (2013)     | –          | – Einw./km²        | 63570        | 63031      |
| Boudes                | 275 (2013)     | –          | – Einw./km²        | 63340        | 63046      |
| Le Breuil-sur-Couze   | 1048 (2013)    | –          | – Einw./km²        | 63340        | 63052      |
| Chalus                | 179 (2013)     | –          | – Einw./km²        | 63340        | 63074      |
| Charbonnier-les-Mines | 905 (2013)     | –          | – Einw./km²        | 63340        | 63091      |
| Collanges             | 141 (2013)     | –          | – Einw./km²        | 63340        | 63114      |
| Gignat                | 244 (2013)     | –          | – Einw./km²        | 63340        | 63166      |
| Mareugheol            | 182 (2013)     | –          | – Einw./km²        | 63340        | 63209      |
| Moriat                | 372 (2013)     | –          | – Einw./km²        | 63340        | 63242      |
| Nonette-Orsonnette    | 537 (2013)     | –          | – Einw./km²        | 63340        | 63255      |
| Orsonnette            | 193 (2013)     | –          | – Einw./km²        | 63340        | 63266      |
| Saint-Germain-Lembron | 1884 (2013)    | –          | – Einw./km²        | 63340        | 63352      |
| Saint-Gervazy         | 314 (2013)     | –          | – Einw./km²        | 63340        | 63356      |
| Vichel                | 313 (2013)     | –          | – Einw./km²        | 63340        | 63456      |
| Villeneuve            | 163 (2013)     | –          | – Einw./km²        | 63340        | 63458      |

## Bevölkerungsentwicklung
| 1962  | 1968  | 1975  | 1982  | 1990  | 1999  | 2009  |
| ----- | ----- | ----- | ----- | ----- | ----- | ----- |
| 5.931 | 6.288 | 6.388 | 6.390 | 6.298 | 6.435 | 7.096 |